# Emil Rühl
Emil Rühl (Gevelsberg, 8 mei 1904 - onbekend) was een Duitse medewerker van de Sicherheitsdienst (SD) die tijdens de Tweede Wereldoorlog, samen met collega's als Maarten Kuiper, Friedrich Viebahn en Ernst Wehner, in Noord-Holland vele slachtoffers heeft gemaakt.
Het is Rühl geweest die Hannie Schaft vanuit het Haarlemse Huis van Bewaring naar het Huis van Bewaring aan de Amstelveenseweg te Amsterdam heeft gebracht. Van daaruit is Hannie Schaft op 17 april 1945 naar de duinen bij Bloemendaal gebracht en geëxecuteerd.
Na afloop van de oorlog werd Emil Rühl tot 18 jaar gevangenisstraf veroordeeld wegens deelname aan executies, Silbertanne-acties en mishandeling van gevangenen.